# Billy & Mandy alla ricerca dei poteri perduti
Billy & Mandy alla ricerca dei poteri perduti (Billy & Mandy's Big Boogey Adventure) è un film d'animazione del 2007 prodotto da Cartoon Network Studios.
Primo film televisivo basato su Le tenebrose avventure di Billy e Mandy, gli eventi si svolgono durante la sesta stagione della serie.
Billy & Mandy alla ricerca dei poteri perduti è stato trasmesso negli Stati Uniti su Cartoon Network il 30 marzo 2007, mentre in Italia su Cartoon Network il 31 ottobre 2007.

## Trama
Dopo che Tenebra è stato privato dei suoi poteri dalla corte della malavita a causa dell'Uomo Nero che lo ha citato in giudizio per uso improprio dei suoi poteri, lui, Billy, Mandy e Irwin vengono esiliati e Numero 3 del Kommando Nuovi Diavoli diventa il nuovo Tristo Mietitore. Il piano principale dell'Uomo Nero è sbarazzarsi di Tenebra e rubare la Mano dell'Orrore, un oggetto in grado di trasformare il suo possessore nell'essere più spaventoso e potente di sempre. Il gruppo alla fine scappa e progetta di ottenere la mano per loro stessi per vari motivi. Entrambi i gruppi alla fine raggiungono il punto in cui è la mano e sono costretti a una corsa da Orrore, una statua vivente che gli ha tagliato la mano e vi ha posto le sue paure. Il gruppo di Tenebra vince la gara e alla fine trovano la mano. L'Uomo Nero prende la mano, ma alla fine viene sconfitto quando scopre di non essere spaventoso. Più tardi, l'Uomo Nero soffre di molti infortuni e ha un disturbo mentale, che gli fa avere paura di tutto ciò che lo circonda. Successivamente, Tenebra riprende il lavoro e il gruppo scopre di aver ottenuto tutto ciò che voleva senza avere la mano. Alla fine, un Billy nudo e con graffi arriva da due settimane nel futuro per avvertire che se Mandy avesse usato la Mano dell'Orrore, avrebbe conquistato il mondo in due settimane. Billy del futuro alla fine torna nel futuro per assicurarsi che le cose siano tornate alla normalità e scopre che Fred Fredburger in qualche modo ha rubato la mano dal baule magico di Tenebra e ha conquistato il mondo come nuovo Signore dell'Orrore. Nonostante il suo potere appena acquisito, è praticamente la stessa creatura mutante simile a un elefante verde che era.

## Personaggi e doppiatori
- Billy, voce originale di Richard Steven Horvitz, italiana di Roberto Certomà.
- Billybot, voce originale di Richard Steven Horvitz.
- Billy dal futuro, voce originale di Richard Steven Horvitz.
- Mandy, voce originale di Grey DeLisle, italiana di Tatiana Dessi.
- Mandroid, voce originale di Grey DeLisle.
- Mandy anziana, voce originale di Grey DeLisle.
- Tenebra, voce originale di Greg Eagles, italiana di Mario Bombardieri.
- Irwin, voce originale di Vanessa Marshall, italiana di Daniele Raffaeli.
- Irwin dal futuro, voce originale di Vanessa Marshall.
- Irwin anziano, voce originale di Dorian Harewood.
- Uomo Nero (in originale: Boogey Man), voce originale di Fred Willard.
- Generale Skarr, voce originale di Armin Shimerman, italiana di Mino Caprio.
- Harold, voce originale di Richard Steven Horvitz, italiana di Giuliano Santi.
- Numero 3 (in originale: Numbuh 3), voce originale di Lauren Tom, italiana di Ilaria Latini.
- Antico Orrore, voce originale di George Segal.
- Orrorebot, voce originale di Maxwell Atoms.
- Mano dell'Orrore, voce originale di Greg Ellis.
- Peequay, voce originale di George Ball.
- Moglie di Frankenstein, voce originale di Jane Carr.
- Sperg, voce originale di Greg Eagles, italiana di Alberto Bognanni.
- Ciclopi giganti, voci originali di Bart Flynn.
- Pirati, voci originali di James Silverman, Maxwell Atoms, Greg Ellis, C. H. Greenblatt, Vanessa Marshall, Greg Eagles e Armin Shimerman.

## Produzione
La creazione del film è stata il primo progetto di Maxwell Atoms dalla durata di oltre un'ora. Questo, insieme allo sviluppo della stagione corrente, ha comportato difficoltà nella produzione. L'Uomo Nero è stato scelto come cattivo per il film poiché era un cattivo secondario che aveva un rapporto con Tenebra. Questo perché ad Atoms è stata data l'idea di seguire una trama simile a Star Trek II - L'ira di Khan da un rappresentante di Cartoon Network. Il ruolo di Numero 3 dei Kommando Nuovi Diavoli doveva originariamente essere ripreso da un personaggio completamente nuovo de Le tenebrose avventure di Billy e Mandy, con Atoms che aveva in mente Pamela Anderson per il personaggio, tuttavia alla fine è stato rifiutato dal dipartimento casting dello studio pensando che l'attrice non fosse abbastanza commerciabile. A causa della mancanza di tempo e dei conflitti di casting con lo studio che desiderava attori di alto profilo, ha deciso di utilizzare Numero 2 per l'anteprima de Le tenebrose avventure dei KND, tuttavia ha finito per essere suggerito da Tom Warburton di utilizzare Numero 3.
Atoms ha incluso alcuni riferimenti Nintendo nella seconda parte del film, come quando l'Uomo Nero rapisce Mandy, fa apparire una "curvatura tubolare" e il suo effetto sonoro viene usato quando ci entra. La title track Land of the Dead è stata scritta ed eseguita da Aurelio Voltaire. È la seconda collaborazione di Voltaire con Le tenebrose avventure di Billy e Mandy; la prima è stata nell'episodio Una meteora affamata con la canzone BRAINS!. I titoli di coda del film includono anche Boogie Wonderland degli Earth, Wind & Fire. Il film è noto inoltre per il brano originale Scary-O.

## Edizioni home video
Il film è stato distribuito in DVD dalla Warner Home Video negli Stati Uniti il 3 aprile 2007. Il DVD contiene sia la versione widescreen anamorfica che la versione a schermo intero modificata con audio surround 5.1 e audio stereo regolare. I contenuti speciali includono l'episodio Il bubù verde in cui l'Uomo Nero ha originariamente debuttato e le interviste con i doppiatori.
Al 2023, l'uscita in DVD è l'unica disponibilità di questo film a causa di problemi con le licenze musicali.